# Stazione di Ballina
La stazione di Ballina  è una stazione ferroviaria della Manulla–Ballina che fornisce servizio a Ballina, nella contea di Mayo, Irlanda.

## Storia
La stazione fu aperta il 19 maggio 1873.

## Strutture ed impianti
La stazione è dotata di un binario funzionante, con un punto d'inversione al termine di esso, essendo la stazione un capolinea. C'è anche un punto per scaricare o caricare merci su appositi treni.

## Servizi ferroviari
- Manulla–Ballina

## Servizi
- Servizi igienici
- Capolinea autolinee
- Biglietteria a sportello
- Biglietteria self-service
- Distribuzione automatica cibi e bevande